# Gibraltári alagút

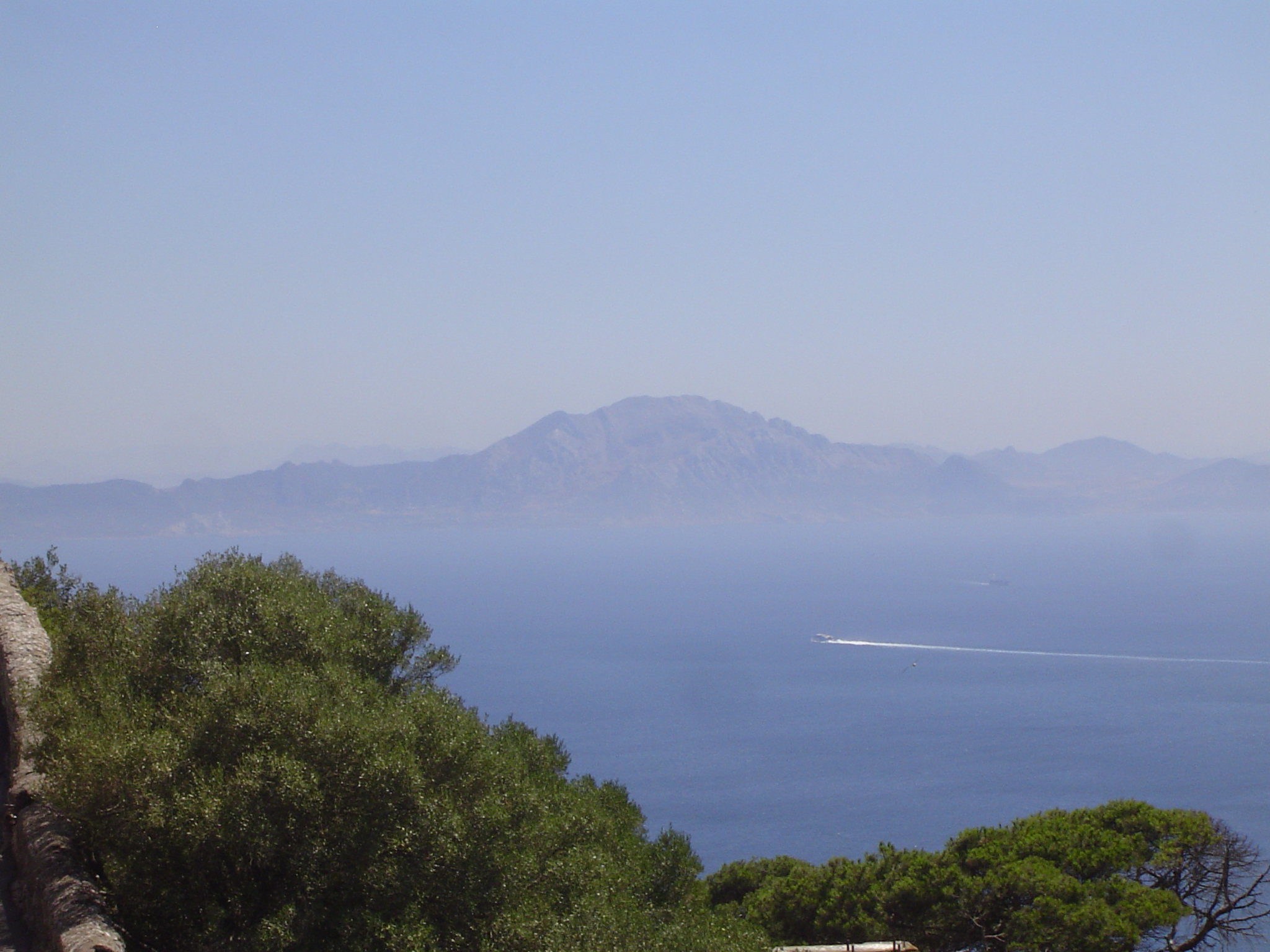
A tervezett alagút helye

A Gibraltári alagút (spanyolul Túnel de Gibraltar) egy tervezett 40 km hosszú vasúti alagút, amely összekötné Afrikát Európával 300 méterrel a tenger alatt. A terv szerint a vasút egyaránt szállítana rakományt és utasokat. Az alagutat Giovanni Lambardot tervezte. A munkálatok 2009-ben indultak volna el, de ez meghiúsult. A tervek szerint a legkorábbi átadás 2025-re valósulhatna meg. A tervezett beruházás várható költsége nyolc és tizenhárom milliárd amerikai dollár közötti. Az alagút 3 csőből állna: kettőben a forgalom haladna, a harmadik szerviz- és menekülőjárat lenne.
Az elképzelések között függőhíd is szerepel.